# 科學超電磁砲 (動畫)
《科學超電磁砲》是改編自鎌池和馬原作、冬川基作畫的同名漫畫系列的電視動畫。

## 概要
動畫版第1季《某科学的超电磁炮》於2010年3月在日本播映完畢，第2季《科學超電磁砲S》於2013年4月開始首播於日本，在當年九月播映完畢。2018年10月宣布第3季《科學超電磁砲T》製作，並於2020年1月10日開始放送，在當年10月3號播映完畢。
2009年10月至2010年3月19日，第1季24集改篇電視動畫啟播。前半12集改篇漫畫第1部故事「幻想御手篇」的內容；後段12集劇情根據原作者鎌池和馬的意見，分別原創已登場角色的不同日常小故事、以正傳小說設定為基礎的劇情「Skill Out篇」、及收結故事「亂雜開放篇」。
2012年10月21日，電擊文庫創立20周年纪念作品《劇場版 魔法禁書目錄：恩底彌翁的奇蹟》後宣布製作第2季，並名為《科學的超電磁砲S》，於2013年4月播放。前段16集對應漫畫第2部故事「妹妹篇」的内容，並摘取部分對應原作小說的段落作補足，因此有部分片段是近乎將正傳動畫作完全重製；後段8集為原創故事「革命未明篇」。透過劇場版追加的設定，不時於故事背景中穿插。
2018年10月7日，在電撃文庫25周年記念活動「秋之電撃祭」上，官方宣布製作第3季。第3季《科學超電磁砲T》于2020年1月至9月播出，全25話。前段故事為漫畫第3部故事「大霸星祭篇」，後段故事為漫畫第4部故事「天賦夢路篇」。
2025年2月16日，宣布製作第4季。

## 登場人物
- 御坂美琴：佐藤利奈[8]
- 白井黑子：新井里美[8]
- 初春飾利：豊崎愛生[8]
- 佐天淚子：伊藤加奈惠[8]

## 製作
2020年2月17日，官方宣佈因受「2019冠状病毒病疫情」对东京都乃至日本的影响，原定在同月21日播放的第7話將延期至28日播放，並在21日的同時段再次播放第6話。2月29日，官方宣佈在3月6日及3月13日改為播放《科學超電磁砲》特備節目前篇及後篇。其後，官方表示受疫情影響導致制作出現問題，因此第13話及第14話需延期播放。5月23日，官方表示因疫情影響，原定播映的天賦夢路篇將延期至7月24日播放。

## 製作人員
|              | 第1季               | OVA                 | 第2季                   | 第3季              |
| ------------ | ------------------- | ------------------- | ----------------------- | ------------------ |
| 原作         | 鎌池和馬 + 冬川基   | 鎌池和馬 + 冬川基   | 鎌池和馬 + 冬川基       | 鎌池和馬 + 冬川基  |
| 導演         | 長井龍雪            | 長井龍雪            | 長井龍雪                | 長井龍雪           |
| 系列構成     | 水上清資            | 水上清資            | 水上清資                | 安川正吾           |
| 人物原案     | 灰村清孝            | 灰村清孝            | 灰村清孝                | 灰村清孝           |
| 動畫人物設定 | 田中雄一            | 田中雄一            | 田中雄一                | 田中雄一           |
| 動畫配角設定 | -                   | -                   | 冷水由紀繪              | 萩原弘光、吉田優子 |
| 機械設定     | 常木志伸            | -                   | 明貴美加（第17 - 24話） | -                  |
| 道具設計     | 阿部望              | 阿部望              | 常木志伸 高瀨健一       |                    |
| 美術監督     | 黑田友範            | 黑田友範            | 黑田友範                | 泉健太郎           |
| 色彩設計     | 安藤智美            | 安藤智美            | 安藤智美                | 安藤智美           |
| 攝影監督     | 福世晋吾            | 福世晋吾            | 福世晋吾                | 福世晋吾           |
| 編輯         | 西山茂              | 西山茂              | 西山茂                  | 西山茂             |
| 音響監督     | 明田川仁            | 明田川仁            | 明田川仁                | 明田川仁           |
| 音樂         | I've sound 井内舞子 | I've sound 井内舞子 | I've sound 井内舞子     | 井内舞子           |
| 音樂製作人   | 西村潤              | 西村潤              | 小島剛                  | 土肥範子           |
| 動畫製片人   | 柏田真一郎          | 田部谷昌宏          | 鈴木薰                  | 鈴木薰             |
| 動畫製作     | J.C.STAFF           | J.C.STAFF           | J.C.STAFF               | J.C.STAFF          |
| 製作         | PROJECT-RAILGUN     | PROJECT-RAILGUN     | PROJECT-RAILGUN S       | PROJECT-RAILGUN T  |

## 主題曲
| 類型   | 曲名                                         | 作詞                 | 作曲                         | 編曲                         | 演唱                    | 使用集數                                     |
| 第1季  | 第1季                                        | 第1季                | 第1季                        | 第1季                        | 第1季                   | 第1季                                        |
| ------ | -------------------------------------------- | -------------------- | ---------------------------- | ---------------------------- | ----------------------- | -------------------------------------------- |
| 片頭曲 | 《only my railgun》 （唯有我的超電磁砲）     | 八木沼悟志、 Yuki-ka | 八木沼悟志                   | 八木沼悟志                   | fripSide                | 第1－14話                                    |
| 片頭曲 | 《LEVEL5-judgelight-》 （LEVEL5 -審判之光-） | fripSide             | 八木沼悟志                   | 八木沼悟志                   | fripSide                | 第15－23話                                   |
| 片尾曲 | 《》 （親愛的朋友 -朝向未知的未來-）         | 春和文               | 渡邊拓也                     | 大久保薰                     | ELISA                   | 第2－11話、第13－14話、 第24話               |
| 片尾曲 | 《SMILE -You & Me-》 （微笑 -你與我-）       | 春和文               | 渡邊拓也                     | 大久保薰                     | ELISA                   | 第12話                                       |
| 片尾曲 | 《Real Force》 （真正的力量）                |                      | 菊田大介 （Elements Garden） | 菊田大介 （Elements Garden） | ELISA                   | 第15－23話                                   |
| 第2季  |                                              |                      |                              |                              |                         |                                              |
| 片頭曲 | 《sister's noise》 （妹妹們的心聲）          | 八木沼悟志           | 八木沼悟志                   | 八木沼悟志                   | fripSide                | 第2－16話                                    |
| 片頭曲 | 《eternal reality》 （永恆的現實）           | 八木沼悟志           | 小室哲哉                     | 八木沼悟志                   | fripSide                | 第17－24話                                   |
| 片尾曲 | 《Grow Slowly》 （慢慢成長）                 | 渡邊翔               | 渡邊翔                       | 清水哲平                     | 井口裕香                | 第2－4話、第6－10話、 第12－13話、第15－16話 |
| 片尾曲 | 《》 （友情連結）                            | 千葉"naotyu-"直樹    | 千葉"naotyu-"直樹            | 千葉"naotyu-"直樹            | 三澤紗千香              | 第17－20話、第24话                           |
| 插曲   | 《stand still》 （站在原地）                 | 渡邊翔               | 渡邊翔                       | 森谷敏紀                     | 井口裕香                | 第11、14話                                   |
| 插曲   | 《》 （INFINIA）                             | Ceui                 | Ceui、 小高光太郎            | 小高光太郎                   | 三澤紗千香              | 第23話                                       |
| 插曲   | 《future gazer》 （未来凝望者）              | 八木沼悟志           | 八木沼悟志                   | 八木沼悟志                   | fripSide                | 第24話                                       |
| 插曲   | 《LEVEL5-judgelight-》 （LEVEL5 -審判之光-） | fripSide             | 八木沼悟志                   | 八木沼悟志                   | fripSide                | 第24話                                       |
| 第3季  |                                              |                      |                              |                              |                         |                                              |
| 片頭曲 | 《final phase》 （最終階段）                 | 八木沼悟志           | 八木沼悟志                   | 八木沼悟志                   | fripSide                | 第1－15話                                    |
| 片頭曲 | 《dual existence》 （雙重的存在）            | 八木沼悟志           | 八木沼悟志                   | 八木沼悟志                   | fripSide                | 第16－24話                                   |
| 片尾曲 | 《nameless story》                           | 岸田                 | 草野華余子、岸田             | 草野華余子、岸田             | 岸田教團&THE明星Rockets | 第2－15話                                    |
| 片尾曲 | 《》                                         |                      |                              | 、渡邊翔                     | sajou no hana           | 第16－25話                                   |
| 插曲   | 《》                                         | 渡邊翔               | 渡邊翔                       |                              | sajou no hana           | 第15話                                       |

## 各話標題
| 話數  | 日文標題        | 中文翻譯                                                           | 劇本              | 分鏡                           | 演出                     | 作畫監督 | 總作畫監督                          | 改編自原作                       |
| 第1季 | 第1季           | 第1季                                                              | 第1季             | 第1季                          | 第1季                    | 第1季 | 第1季                               | 第1季                            |
| ----- | --------------- | ------------------------------------------------------------------ | ----------------- | ------------------------------ | ------------------------ | --- | ----------------------------------- | -------------------------------- |
| #1    |                 | 電擊能力者                                                         | 水上清資          | 長井龍雪                       | 長井龍雪                 | 佐野惠一、山下祐 神谷智大、阿部望                                                                                 | 田中雄一                            | 1卷（第1話） 7卷（第40話）       |
| #2    |                 | 在豔陽下工作時 必須補充水分喔                                      | 大野木寬 水上清資 | 中津環                         | 中津環                   | 田中春香、清水明日香 岩倉和憲                                                                                     | 下谷智之                            | 3卷（第17話）                    |
| #3    |                 | 遇襲的常盤台                                                       | 砂山藏澄          | 大上相馬                       | 川畑喬                   | 千葉茂、福永純一                                                                                                  | 佐野惠一                            | 動畫原創                         |
| #4    |                 | 都市傳說                                                           | 浅川美也          | 橘秀樹                         | 橘秀樹                   | 木本茂樹 | 木本茂樹                            | 1卷（第3話）                     |
| #5    |                 | 兩名新生的職前訓練                                                 | 天河信彥          | 神谷智大                       | 神谷智大                 | 中村直人、柳申亮                                                                                                  | 田中雄一                            | 3卷（番外編）                    |
| #6    |                 | 這種事情 大家都很積極的                                            | 國澤真理子        | 二瓶勇一                       | 石河俊夫                 | 富岡寬、宮川智惠子                                                                                                | 山下祐 飯塚晴子 木本茂樹            | 1卷（第2、4話）                  |
| #7    |                 | 能力与力量                                                         | 伊藤美智子        | 八谷賢一                       | 八谷賢一                 | 田中春香、富永詠二 佐野惠理、吉田尚人                                                                             | 下谷智之 中村直人                   | 1卷（第4-5話）                   |
| #8    |                 | 幻想御手                                                           | 天河信彦          | 矢島サコ美                     | 則座誠                   | 神本兼利、平川亞喜雄                                                                                              | 柳申亮                              | 1卷（第6-7話）                   |
| #9    |                 | 多數派意見                                                         | 大野木寬          | 山內重保                       | 山內重保                 | 岩倉和憲 木本茂樹                                                                                                 | 岩倉和憲 木本茂樹 田中雄一          | 2卷（第8-10話）                  |
| #10   |                 | 沉默的多數派                                                       | 大野木寬          | 須間雅人                       | 高島大輔                 | 山下喜光 | 田中雄一                            | 2卷（第11-12話）                 |
| #11   |                 | 木山老師                                                           | 砂山藏澄          | 二瓶勇一                       | 馬引圭                   | 中村直人 | 柳申亮                              | 2卷（第12-13話） 3卷（第14話）   |
| #12   |                 | 幻想猛獸                                                           | 水上清資          | 福田道生                       | 橘秀樹                   | 藤井昌宏 | 藤井昌宏                            | 3卷（第15-16話）                 |
| #13   |                 | 比基尼是兩段式造型 但連身泳裝會凸顯身體曲線 只適合纖瘦體型的女性喔 | 伊藤美智子        | 中津環                         | 神谷智大                 | 佐野惠理 宮川智惠子                                                                                               | 木本茂樹                            | 動畫原創                         |
| #14   |                 | 特別講習                                                           | 浅川美也          | 矢島美                         | 川畑喬                   | 千葉茂、福永純一 宮島仁志                                                                                         | 柳伸亮                              | 動畫原創                         |
| #15   |                 | 武裝無能力集團                                                     | 大野木寬          | 二瓶勇一                       | 即座誠                   | 神本兼利、平川亞喜雄                                                                                              | 中村直人                            | 動畫原創                         |
| #16   |                 | 學園都市                                                           | 大野木寬          | 二瓶勇一                       | 高島大輔                 | 富永詠二、小川繪理 賴川真矢、沼田誠也                                                                             | 木本茂樹                            | 動畫原創                         |
| #17   |                 | 暑假插曲                                                           | 砂山藏澄          | 須間雅人                       | 馬引圭                   | 石川慎亮、佐野惠理 小川繪理、柴田志朗                                                                             | 田中雄一 木本茂樹 中村直人 松下郁子 | 動畫原創                         |
| #18   |                 | 希望之園                                                           | 國澤真理子        | 湖山禎崇                       | 湖山禎崇                 | 遠藤大輔 | 柳伸亮                              | 動畫原創                         |
| #19   |                 | 盛夏祭                                                             | 天河信彥          | 橘秀樹                         | 橘秀樹                   | 藤井昌宏 | 藤井昌宏                            | 動畫原創                         |
| #20   |                 | 亂雜開放                                                           | 浅川美也          | 二瓶勇一                       | 神保昌登                 | 木本茂樹 石川慎亮                                                                                                 | 田中雄一 木本茂樹                   | 動畫原創                         |
| #21   |                 | 聲音                                                               | 水上清資          | 神谷智大                       | 神谷智大                 | 富永詠二、佐野惠理                                                                                                | 木本茂樹                            | 動畫原創                         |
| #22   |                 | L V 6                                                              | 砂山藏澄          | 須間雅人 二瓶勇一              | 笠井賢一                 | 小川繪理 志田志朗                                                                                                 | 佐野惠一                            | 動畫原創                         |
| #23   |                 | 現在，妳眼中看見什麼？                                             | 浅川美也          | 細田直人                       | 高島大輔                 | 佐野惠理、富永詠二                                                                                                | 木本茂樹                            | 動畫原創                         |
| #24   | Dear My Friends | Dear My Friends                                                    | 水上清資          | 長井龍雪                       | 長井龍雪                 | 藤井昌宏、高瀨健一 石川慎亮、佐野惠理 山下祐                                                                      | 田中雄一 佐野惠一                   | 動畫原創                         |
| 第2季 |                 |                                                                    |                   |                                |                          | |                                     |                                  |
| #1    |                 | 超電磁砲                                                           | 水上清資          | 長井龍雪                       | 長井龍雪                 | 齊藤敦史 | 富岡寬                              | 動畫原創 7卷（第41話）           |
| #2    |                 | 壽命中斷                                                           | 水上清資          | 高柳滋仁                       | 高島大輔                 | 諸石康太、石井哲哉                                                                                                | 山下祐                              | 4卷（第18話）                    |
| #3    |                 | 超電磁砲量產計畫                                                   | 水上清資          | 二瓶勇一                       | 園田雅裕                 | 松本文男、牛嶋勇二                                                                                                | 富岡寬                              | 4卷（第19話）                    |
| #4    |                 | 妹妹們                                                             | 砂山藏澄          | 室井康雄                       | 櫻美勝志                 | 矢向宏志、直谷隆 吉田尚人、熊谷勝弘 酒井智史                                                                      | 富岡寬                              | 4卷（第20-21话）                 |
| #5    |                 | 絕對能力進化計畫                                                   | 水上清資          | 二瓶勇一                       | 高島大輔                 | 小松原聖、石井哲哉 直谷隆、本村晃一                                                                               | 山下祐                              | 4卷（第22-23话）                 |
| #6    |                 | 我…看得見大家                                                      | 水上清資          | 福田道生                       | 石井和彥                 | 諸石康太、熊谷勝弘 藤部生馬、館崎大 阿北真由                                                                      | 富岡寬                              | 5卷（第24-25话）                 |
| #7    |                 | 我想成為姊姊大人的力量                                             | 山田靖智          | 高柳滋仁                       | 羽多野浩平               | 牛島勇二、松本文男                                                                                                | 富岡寬 山下祐                       | 5卷（第25話）                    |
| #8    |                 | 道具                                                               | 花田十輝          | 室井康雄                       | 櫻美勝志                 | 佐藤麻里耶、直谷隆 坂本龍典                                                                                       | 富岡寬 山下祐                       | 5卷（第26-27話）                 |
| #9    |                 | 能力追蹤                                                           | 山田靖智          | 紺野直幸                       | 紺野直幸                 | 藤井昌宏、酒井智史 木村晃一                                                                                       | 富岡寬                              | 5卷（第28-29話）                 |
| #10   |                 | 原子崩壞                                                           | 土屋理敬          | 二瓶勇一                       | 池端隆史                 | 佐野惠理、上田峰子 萩原宏光、吉田優子 梶谷光春                                                                    | 富岡寬                              | 5卷（第30話）                    |
| #11   |                 | 自動販賣機                                                         | 砂山藏澄          | 長井龍雪                       | 石井和彥                 | 小松原聖、石井哲哉 谷口元浩                                                                                       | 木本茂樹                            | 6卷（第31話）                    |
| #12   |                 | 樹狀圖設計者                                                       | 花田十輝          | 二瓶勇一                       | 園田雅裕                 | 松本文男、福世孝明 林蔡德、古澤貴文                                                                               | 富岡寬 木本茂樹                     | 6卷（第32-33話） 《禁書目錄》3卷 |
| #13   |                 | 一方通行                                                           | 土屋理敬          | 石川健介                       | 石川健介                 | 諸石康太、藤部生馬 直谷隆                                                                                         | 山下祐                              | 6卷（第34話） 《禁書目錄》3卷    |
| #14   |                 | 約定                                                               | 花田十輝          | 佐山聖子                       | 高島大輔                 | 佐藤麻里耶、藤井昌弘 谷口元浩                                                                                     | 木本茂樹                            | 6卷（第34-35話） 《禁書目錄》3卷 |
| #15   |                 | 最弱                                                               | 砂山藏澄          | 岩瀧智                         | 櫻美勝志                 | 石井哲哉、酒井智史 木村晃一、椛島陽介                                                                             | 富岡寬                              | 6卷（第35-36話） 《禁書目錄》3卷 |
| #16   |                 | 姐妹                                                               | 山田靖智          | 大橋誉志光                     | 笠井贤一                 | 小松原聖、直谷隆 熊谷勝弘                                                                                         | 木本茂樹                            | 6卷（第37話） 7卷（第38-39話）   |
| #17   |                 | 讀書會                                                             | 土屋理敬          | 佐山聖子                       | 池端隆子                 | 藤部生馬、諸石康太                                                                                                | 山下祐                              | 動畫原創                         |
| #18   |                 | 搬家                                                               | 砂山藏澄          | 二瓶勇一                       | 高島大輔                 | 藤井昌宏、熊谷勝弘 谷口元浩、石井哲哉                                                                             | 富岡寬                              | 動畫原創                         |
| #19   |                 | 學園都市研究發表會                                                 | 吉野弘幸          | 後藤圭二                       | 後藤圭二                 | 直谷隆、佐藤麻里耶                                                                                                | 木本茂樹                            | 動畫原創                         |
| #20   |                 | 菲布莉                                                             | 山田靖智          | 佐山聖子                       | 鈴木洋平                 | 小松原聖、酒井智史 本村晃一、谷口元浩                                                                             | 山下祐                              | 動畫原創                         |
| #21   |                 | 黑暗                                                               | 土屋理敬          | 櫻美勝志                       | 二瓶勇一                 | 熊谷勝弘、直谷隆 石井哲哉、藤部生馬                                                                               | 富岡寬                              | 動畫原創                         |
| #22   | STUDY           | STUDY                                                              | 土屋理敬          | 佐山聖子                       | 高島大輔                 | 小松原聖、村上雄 木本茂樹、本村晃一 諸石康太                                                                      | 木本茂樹                            | 動畫原創                         |
| #23   |                 |                                                                    | 吉野弘幸          | 大橋譽志光 二瓶勇一            | 池端隆史                 | 直谷隆、藤部生馬 柴田志郎、村上雄 山下祐                                                                          | 山下祐 富岡寬                       | 動畫原創                         |
| #24   | Eternal Party   | Eternal Party                                                      | 吉野弘幸          | 長井龍雪 紺野直幸              | 長井龍雪 紺野直幸        | 佐藤麻里耶、小松原聖 石井哲哉、熊谷勝弘 酒井智史、直谷隆 冷水由紀繪、木本茂樹 富岡寬、田中雄一                    | 木本茂樹 富岡寬 田中雄一            | 動畫原創                         |
| 第3季 |                 |                                                                    |                   |                                |                          | |                                     |                                  |
| #1    |                 | 超能力者                                                           | 安川正吾          | 長井龍雪                       | 堀口和樹                 | 佐野、坂本哲也 冷水由紀絵、木本茂樹                                                                               | 矢向宏志                            | 動畫原創 7卷（第43話）           |
| #2    |                 | 大霸星祭                                                           | 安川正吾          | 二瓶勇一                       | 森義博                   | 村上雄、山内則康 上田                                                                                             | 富岡寬                              | 7卷（第44話） 8卷（第45話）      |
| #3    |                 | 氣球獵人                                                           | 安川正吾          | 結城真吾                       | 小野田雄亮               | 滝川和男、富樫彩菜 藤部生馬、細田沙織 岡崎耕太郎、小渕陽介                                                        | 矢向宏志 富岡寬                     | 8卷（第45-47話）                 |
| #4    |                 | 竄改                                                               | 安川正吾          | 不適用                         | 則座誠                   | 山内則康、江藤大気 奥田哲平、岡崎耕太郎 木本茂樹、冷水由紀絵                                                      | 富岡寬                              | 8卷（第47-49話）                 |
| #5    |                 | 信賴                                                               |                   | 橋本敏一                       | 橋本敏一                 | 上田、江藤大気 小渕陽介、佐野 清水明日香、藤部生馬 細田沙織                                                       | 富岡寬                              | 8卷（第49-50話）                 |
| #6    |                 | 開戰                                                               | 内田裕基          | 五月女浩一朗 長井龍雪          | 谷口工作 小野田雄亮      | 木本茂樹、冷水由紀絵 佐野、奥田哲平 武志鵬、岡崎耕太郎 河野眞也、冨樫彩菜                                         | 富岡寬 吉田優子                     | 8卷（第51-52話）                 |
| #7    |                 | Auribus oculi fideliores sunt.                                     | 豬爪慎一          | 二瓶勇一                       | 森義博                   | 佐野、山内則康 上田、小渕陽介 小川浩司                                                                            | 富岡寬                              | 9卷（第53-54話）                 |
| #8    | ×               | 超電磁砲×心理掌握                                                  | 安川正吾          | 高田耕一                       | 則座誠                   | 冷水由紀絵、藤部生馬 江藤大気、清水明日香                                                                         | 富岡寬                              | 9卷（第55-56話）                 |
| #9    |                 | 警策看取                                                           | 安川正吾          | 河原龍太                       | 河原龍太                 | 佐野、重松佐和子 岡崎耕太郎、小川浩司 、小渕陽介 菅原裕幸、奥田哲平                                               | 富岡寬 吉田優子                     | 9卷（第57-58話）                 |
| #10   |                 | 才人工房                                                           | 豬爪慎一          | 二瓶勇一                       | 長澤雄樹 栗山貴行        | 冷水由紀絵、中山由美 上田、藤部生馬 江藤大気、武志鵬 北原章雄                                                     | 富岡寬                              | 9卷（第59-61話）                 |
| #11   |                 | 參戰                                                               |                   | 橘秀樹 堀口和樹                | 山本陽介                 | 菅原裕幸、 清水明日香、重松佐和子 河野眞也、奥田哲平 岡崎耕太郎、佐野 小渕陽介                                    | 富岡寬                              | 10卷（第62-63話）                |
| #12   |                 | 外裝代腦                                                           | 内田裕基          | 橘秀樹 柳澤哲也                | 森義博                   | 山内則康、伊藤知美 武志鵬、小川浩司 江藤大気、藤部生馬                                                            | 富岡寬 吉田優子                     | 10卷（第64-65話）                |
| #13   |                 | ＳＹＳＴＥＭ                                                       | 安川正吾          | 滝川和男 五月女浩一朗 長井龍雪 | 八瀬大蔵 藍崎灯          | 上田、佐野 北島勇樹、重松佐和子 奥田哲平、小渕陽介 菅原裕幸                                                       | 富岡寬                              | 10卷（第65-66話）                |
| #14   |                 | 龍王之顎                                                           | 安川正吾          | 橘秀樹                         | 宮崎修治                 | 冷水由紀繪、武志鵬 岡崎耕太郎、藤部生馬 江藤大気、 小川浩司                                                       | 富岡寬                              | 10卷（第66-67、69話）            |
| #15   |                 | 約定                                                               | 安川正吾          | 佐山聖子                       | 佐山聖子                 | 菅原裕幸、北原章雄 小渕陽介、清水博幸 奥田哲平、伊藤知美 佐野、重松佐和子 田守優希                                | 富岡寬                              | 10卷（第68、70話）               |
| #16   |                 | 天赋夢路                                                           | 豬爪慎一          | 堀口和樹                       | 堀口和樹 則座誠          | 北島勇樹、大西陽一 山口、岡崎耕太郎 武志鵬、長谷川眞也 上田、Min Hyun Sook Jeon Jong Min                          | 富岡寬 吉田優子                     | 11卷（第71-74話）                |
| #17   |                 | 預知                                                               | 豬爪慎一          | 二瓶勇一                       | 森義博                   | 山内則康、小渕陽介 重松佐和子、江藤大氣 奥田哲平、佐野                                                            | 富岡寬                              | 11卷（第74-77話）                |
| #18   |                 | 巨乳御手                                                           | 安川正吾          | 山川吉樹                       | 北村將                   | 長谷川眞也、武志鵬 北島勇樹、伊藤知美 寿門堂                                                                      | 富岡寬                              | 11卷（第77-79話）                |
| #19   |                 | 奇缘                                                               | 安川正吾          | 高田耕一                       | 藍崎灯                   | 佐野、上田 小渕陽介、菅原裕幸 林信秀、渡邉一平太 岡崎耕太郎                                                       | 吉田优子 佐野                       | 12卷（第80-82話）                |
| #20   | Ha det bra      | Ha det bra                                                         | 内田裕基          | 二瓶勇一                       | 則座誠 栗山貴行 長澤雄樹 | 江藤大気、長谷川眞也 奥田哲平、武志鵬 北島勇樹 Kim Bong-deok、Lee Gwan-woo Woo Gueum-yung、Kim Jun-o              | 富岡寬                              | 12卷（第82-83話）                |
| #21   |                 | 分身                                                               | 豬爪慎一          | 宮崎修治                       | 宮崎修治                 | 佐野、山口 小渕陽介、Min Hyun Sook Jeon Jong Min、大西陽一                                                        | 富岡寬 佐野                         | 12卷（第84-87話）                |
| #22   |                 | 食屍部隊                                                           | 豬爪慎一          | 大橋譽志光                     | 櫻美勝志                 | 岡崎耕太郎、菅原裕幸 重松佐和子、伊藤知美 長谷川眞也、奥田哲平 手島勇人、 南原孝衣子、Min Hyun Sook Jeon Jong Min | 富岡寬 冷水由紀絵 吉田優子          | 12卷（第88話） 13卷（第89話）    |
| #23   |                 | 附身                                                               | 安川正吾          | 高田耕一 吉田徹 長井龍雪       | 則座誠 堀口和樹 田中哲郎 | 上田、武志鵬 山口、田守優希 北島勇樹、寿門堂 山﨑輝彦、上野沙弥佳 乘冨梓                                          | 富岡寬                              | 13卷（第89-92話）                |
| #24   |                 | 擴散                                                               | 安川正吾          | 飯田崇 長井龍雪                | 田中哲郎 藍崎灯 森義博   | 長谷川眞也、小渕陽介 橋本健太、岡崎耕太郎 江藤大気、山内則康 奥田哲平                                             | 冷水由紀絵 富岡寬                   | 13卷（第92-95話）                |
| #25   |                 | 我重要的朋友                                                       | 安川正吾          | 長井龍雪                       | 長井龍雪                 | 重松佐和子、山口 武志鵬、菅原裕幸 伊藤知美、上田 北島勇樹、菊池隼也                                               | 冷水由紀絵 富岡寬                   | 13卷（第95-96話） 動畫原創       |

## 播放電視台
日本深夜動畫：下文記載的日本国内播放時間使用日本標準時間（UTC+9）表示。因為部分時間标识會採用30小时制，因此請留意这类超过24:00的时间，其實際播放時間為翌日清晨。
| 播放地區   | 播放電視台     | 播放日期                     | 播放時間（UTC+9）          | 所屬電視網              | 備註                                                 |
| 第1季      | 第1季          | 第1季                        | 第1季                      | 第1季                   | 第1季                                                |
| ---------- | -------------- | ---------------------------- | -------------------------- | ----------------------- | ---------------------------------------------------- |
| 東京都     | TOKYO MX       | 2009年10月2日－2010年3月19日 | 星期五 25時30分 - 26時00分 | 独立UHF局               | 10月2日改為26:30播放                                 |
| 埼玉縣     | 埼玉電視台     | 2009年10月3日－2010年3月20日 | 星期四 25時30分 - 26時00分 | 独立UHF局               |                                                      |
| 千葉縣     | 千葉電視台     | 2009年10月3日－2010年3月20日 | 星期四 25時35分 - 26時05分 | 独立UHF局               |                                                      |
| 近畿廣域圈 | 每日放送       | 2009年10月3日－2010年3月20日 | 星期四 25時58分 - 26時28分 | 日本新聞網              | Anime Shower第1部 10月3日和12月26日在星期四26:28播放 |
| 神奈川縣   | 神奈川電視台   | 2009年10月3日－2010年3月20日 | 星期四 26時30分 - 27時00分 | 独立UHF局               |                                                      |
| 日本全國   | AT-X           | 2009年10月5日－2010年3月22日 | 星期一 23時00分 - 23時30分 | 衛星電視 （東京電視網） | 有重播 製作委員会参加                                |
| 中京廣域圈 | 中部日本放送   | 2009年10月7日－2010年3月24日 | 星期三 25時29分 - 26時00分 | 日本新聞網              | CBC深夜動畫                                          |
| 日本全國   | BANDAI CHANNEL | 2009年10月9日－2010年3月26日 | 星期五 12時00分 - 12時30分 | 網絡電視                | 第1話持續免費 第2話起一周內免費                      |
| 栃木縣     | 栃木電視台     | 2011年10月6日－2012年3月15日 | 星期四 23時30分 - 24時00分 | 独立UHF局               |                                                      |
| 第2季      |                |                              |                            |                         |                                                      |
| 日本全國   | AT-X           | 2013年4月12日－9月27日       | 星期五 23時30分 - 24時00分 | 衛星電視                | 製作委員會參加 有重播                                |
| 東京都     | TOKYO MX       | 2013年4月12日－9月27日       | 星期五 24時30分 - 25時00分 | 独立UHF局               |                                                      |
| 近畿廣域圏 | 每日放送       | 2013年4月13日－9月28日       | 星期六 26時58分 - 27時28分 | 日本新聞網              | Anime Shower第3部                                    |
| 中京廣域圏 | 中部日本放送   | 2013年4月17日－10月2日       | 星期三 26時38分 - 27時08分 | 日本新聞網              | CBC深夜動畫                                          |
| 日本全國   | NICONICO直播   | 2013年4月19日－10月4日       | 星期五 22時30分 - 23時00分 | 網絡電視                |                                                      |
| 日本全國   | NICONICO頻道   | 2013年4月19日－10月4日       | 星期五 23時00分 更新       | 網絡電視                |                                                      |
| 日本全國   | BS11           | 2013年4月19日－10月4日       | 星期五 24時30分 - 25時00分 | 衛星電視 ANIME+節目     |                                                      |
| 栃木縣     | 栃木電視台     | 2013年4月24日－10月9日       | 星期三 23時30分 - 24時00分 | 独立UHF局               |                                                      |
| 第3季      |                |                              |                            |                         |                                                      |
| 日本全國   | AT-X           | 2020年1月10日－9月25日       | 星期五 22時00分 - 22時30分 | 衛星電視                | 有重播 製作委員会参加                                |
| 東京都     | TOKYO MX       | 2020年1月11日－9月26日       | 星期五 25時05分 - 25時35分 | 独立UHF局               |                                                      |
| 日本全國   | BS11           | 2020年1月11日－9月26日       | 星期五 25時30分 - 26時00分 | 衛星電視                | ANIME+節目                                           |
| 近畿廣域圏 | 每日放送       | 2020年1月11日－9月26日       | 星期五 26時55分 - 27時25分 | 日本新聞網              |                                                      |

## 播映平台
| 播映地區         | 播映平台                          | 備註          |
| 第1季            | 第1季                             | 第1季         |
| ---------------- | --------------------------------- | ------------- |
| 中國大陸         | 哔哩哔哩                          | [ 17 ]        |
| 台灣             | 巴哈姆特動畫瘋、木棉花youtube頻道 | [ 18 ] [ 19 ] |
| 香港             | 夠Yeah→木棉花youtube頻道          | [ 20 ] [ 21 ] |
| 第2季            |                                   |               |
| 中國大陸         | 哔哩哔哩                          | [ 22 ]        |
| 台灣             | 巴哈姆特動畫瘋                    | [ 23 ]        |
| 台灣             | 木棉花youtube                     | [ 24 ]        |
| 第3季            |                                   |               |
| 中國大陸         | 哔哩哔哩                          | [ 25 ]        |
| 香港、澳門、台灣 | bilibili                          | [ 26 ]        |

## OVA
| 期數  | 話数     | 标题 | 中文翻譯                               | 脚本     | 分镜     | 演出     | 總作畫監督 | 作畫監督                    |
| ----- | -------- | ---- | -------------------------------------- | -------- | -------- | -------- | ---------- | --------------------------- |
| 第1季 | #13.5    |      | 在烈日炎炎下進行攝影的模特兒也不輕鬆呢 | 安川正吾 | 神保昌登 | 神保昌登 | 不適用     | 中村直人                    |
| 第1季 | #EX      |      | 御坂學姐現在是焦點人物                 | 水上清資 | 長井龍雪 | 高島大輔 | 小川繪理   | 富澤和雄、武藤和浩 小淵陽介 |
| 第1季 | #特典1~4 |      | 更加完整的超電磁砲                     | 不適用   | 長井龍雪 | 高島大輔 | 不適用     | 富澤和雄、武藤和浩 小淵陽介 |
| 第2季 | #特典    |      | 重要的事都是在澡堂裡學到的             | 不適用   | 鈴木洋平 | 鈴木洋平 | 不適用     | 小松原聖                    |

### 主題曲
#13.5
片尾曲
- （親愛的朋友 -朝向未知的未來-）

#EX
片頭曲
- 《future gazer》（未來的凝視者）

作詞：yuki-ka，作曲、編曲：八木沼悟志，歌：fripSide
片尾曲
- 《Special "One"》（特別的「我」）

作詞：春和文，作曲、編曲：川崎里實，歌：ELISA
#特典
片尾曲
- 《リンクス》（友情連結）

作詞、作曲、編曲：千葉"naotyu"直樹，歌：三澤紗千香

## 註解及參考資料
註解
1. ↑  2012年10月21日由ASCII MEDIA WORKS在幕張所舉辦的「電擊20周年祭」上宣布制作决定
2. ↑  NBC環球娛樂、ASCII Media Works、J.C.STAFF、AT-X、Movic
3. ↑  NBC環球娛樂、日本華納家庭娛樂、ASCII Media Works、J.C.STAFF、AT-X、Movic
4. ↑  KADOKAWA、日本華納家庭娛樂、NBC環球娛樂、SQUARE ENIX、Movic、J.C.STAFF、AT-X
5. ↑  電視、網路放送第1話以片尾曲形式放送，DVD版從第1話開始。另外第12話及第24話用作插曲。
6. ↑  DVD版為第15—24話。另外第24話作为插曲使用。
7. ↑  DVD版從第1話開始。
8. ↑  第1話以片尾曲形式放送。第24話作為插曲使用。
9. 1 2  第24話作為插曲使用。
10. 1 2  基本上是類似片尾曲形式放送。
11. ↑  第1話以片尾曲形式放送。
12. ↑  第1季與第2季以木棉花國際官方譯名為準，第3季以童園創意官方譯名為準。

參考資料
1. ↑  . 東京都會電視台.   [2013年8月23日]. （原始内容存档于2016年3月4日） （日语）.
2. ↑  . 東京都會電視台.   [2013年8月23日]. （原始内容存档于2010年6月15日） （日语）.
3. ↑  . MANTANWEB (毎日新聞社). 2012-10-21  [2012-10-21]. （原始内容存档于2024-04-28）.
4. ↑  . 電撃オンライン. アスキー・メディアワークス. 2013-01-26  [2013-01-26]. （原始内容存档于2013-07-06）.
5. ↑  てけおん. . DENGEKI ONLINE. 2018-10-07  [2018-10-07]. （原始内容存档于2020-11-09） （日语）.
6. ↑  . コミックナタリー. 2019-09-28  [2019-0９-28]. （原始内容存档于2024-04-28）.
7. ↑  . Comic Natalie. 2025-02-16  [2025-02-17] （日语）.
8. 1 2 3 4  『メガミマガジン 2009年12月号』 学習研究社、2009年10月30日発売、43頁、ASIN B002SUI9KS
9. ↑  PROJECT-RAILGUN T. . 2020-02-17  [2020-02-17]. （原始内容存档于2021-01-16） （日语）.
10. ↑  PROJECT-RAILGUN T. . 2020-02-25  [2020-02-25]. （原始内容存档于2021-01-16） （日语）.
11. ↑  PROJECT-RAILGUN T. . 2020-02-29  [2020-02-29]. （原始内容存档于2020-04-21） （日语）.
12. ↑  PROJECT-RAILGUN T. . 2020-04-18  [2020-04-18]. （原始内容存档于2021-01-16） （日语）.
13. ↑  PROJECT-RAILGUN T. . 2020-04-27  [2020-04-27]. （原始内容存档于2021-01-16） （日语）.
14. ↑  PROJECT-RAILGUN T. . 2020-05-02  [2020-05-02]. （原始内容存档于2020-05-02） （日语）.
15. ↑  PROJECT-RAILGUN T. . 2020-05-23  [2020-05-23]. （原始内容存档于2020-05-22） （日语）.
16. ↑  natalie. . 2013-07-10  [2020-02-17]. （原始内容存档于2021-04-18） （日语）.
17. ↑  . 哔哩哔哩番劇. 2022-06-16  [2022-06-16]. （原始内容存档于2022-06-24）.
18. ↑  . 巴哈姆特動畫瘋. 2022-06-16  [2022-06-16]. （原始内容存档于2022-06-16）.
19. ↑  . youtube. 2022-06-16  [2022-06-16]. （原始内容存档于2022-06-16）.
20. ↑  . 夠Yeah. （原始内容存档于2011-11-26）.
21. ↑  . youtube. 2022-06-16  [2022-06-16]. （原始内容存档于2020-05-04）.
22. ↑  . 哔哩哔哩番劇. 2022-06-16  [2022-06-16]. （原始内容存档于2022-06-20）.
23. ↑  . 巴哈姆特動畫瘋. 2022-06-16  [2022-06-16]. （原始内容存档于2021-08-01）.
24. ↑  . youtube. 2022-06-16  [2022-06-16]. （原始内容存档于2022-06-16）.
25. ↑  . 哔哩哔哩番劇. 2022-06-16  [2022-06-16]. （原始内容存档于2022-06-26）.
26. ↑  . 哔哩哔哩番劇出差. 2022-06-16  [2022-06-16]. （原始内容存档于2022-06-17）.

## 外部連結
- とあるプロジェクトポータル（日語）
  - 科學超電磁砲官方網站（日語）
  - 科學超電磁砲S 電視動畫官方網站（日語）
  - 科學超電磁砲T 電視動畫官方網站 （页面存档备份，存于）（日語）